# Plymouth Sound
Der Plymouth Sound, oft auch nur The Sound genannt, ist eine langgezogene Bucht an der Südküste Großbritanniens. Namensgebend für die Bucht ist die Hafenstadt Plymouth am nördlichen Ende der Bucht.

## Geographie
Die trichterförmige Bucht geht im inneren Teil in den Hamaoze über, dem Mündungstrichter des Tamar und des Lynher River. Im Nordosten der Bucht liegt das Cattewater, der Mündungstrichter des River Plym.
Die östliche Begrenzung des Plymouth Sound ist Wembury Point an der Wembury Bay, das östliche Ufer mit den Staddon Heights gehört zu Devon. Die westliche Begrenzung ist Penlee Point, nach anderen Quellen auch die 93 m hohe, weiter westlich gelegene Landspitze Rame Head.
Das westliche Ufer mit der Steilküste entlang der Halbinsel Rame gehört zu Cornwall. Die Einfahrt zwischen Penlee und Wembury Point ist etwa 6 km breit, die Bucht ist bis zur Anhöhe The Hoe über Plymouth 6 km lang. Am nördlichen Ende der Bucht liegt die kleine Insel Drake’s Island. Durch die Trichtermündung kann der Tidenhub in der Bucht über 5 m erreichen.
Inmitten der Bucht liegt zwischen Cawsand Bay und Bovisand Bay ein Wellenbrecher (englisch Breakwater), ein zwischen 1812 und 1844 erbauter 1600 m langer Damm, der die Bucht vor den häufigen Stürmen aus Südwesten schützt. Am westlichen Ende des Wellenbrechers befindet sich ein 23 m hoher Leuchtturm.

## Geschichte
Im Laufe der Jahrhunderte sanken oder strandeten zahllose Schiffe im Plymouth Sound. Bislang sind über 450 Schiffswracks bekannt, die teils beliebte Tauchziele sind.
Zum Schutz des Hafens von Plymouth wurden bereits im 16. Jahrhundert mit Geschützen bewehrte Blockhäuser am Ufer sowie ein Fort auf Drakes Island errichtet. Wegen der 1691 gegründeten Marinebasis Devonport hat der Plymouth Sound eine hohe strategische Bedeutung, weshalb im 19. Jahrhundert an beiden Ufern zahlreiche Küstenbefestigungen als Teil des Fortgürtels um Plymouth errichtet wurden.

## Natur und Umwelt
Unter der Wasseroberfläche befindliche Kalksteinriffe, durch Strömung entstandene Sandbänke sowie ufernahe Salzwiesen sind wichtige Lebensräume für zahlreiche Tier- und Pflanzenarten. Durch die Einmündung der Flüsse Tamar, Lynher und Tavi in den Plymouth Sound sowie des Yealm in die Wembury Bay besitzen die Buchten eine reiche Meeresflora.
Ein Großteil des westlichen Ufers gehört zum Mount Edgcumbe Country Park und ist als Area of Outstanding Natural Beauty ausgewiesen, ebenso wie das östliche Ufer südlich von Jennycliff.